# Блър
„Блър“ (на английски: Blur) е британска бритпоп група, основана през 1989 година в Лондон.
Нейният първоначален състав включва Деймън Олбарн (вокали/клавишни), Греъм Коксън (китара/беквокали), Алекс Джеймс (бас) и Дейв Раунтрий (барабани). Коксън напуска групата през 2002 г.

## История
Блър са една от британските групи, появили се след едноименния дебютен албум на The Stone Roses, и чиято музика е смес от психеделичен поп-рок и силни китари. След промяна в имиджа през средата на 90-те, Блър се утвърдява като една от най-популярните групи във Великобритания, следвайки английските поп традиции установени от групи като Кинкс, Смол Фейсес, Ху, Джем, Меднес и Смитс. Междувременно Блър откриват пътя за нова генерация групи, които се определят като Бритпоп, и стават едни от предводителите на това движение. Към края на 90-те, когато Бритпопа започва да губи популярност, групата решава да поеме нова насока. Новото им звучене включва инди рок елементи и е повлияно от американски групи като Pavement. Така през 1997 Блър най-накрая постигат успех в Америка с едноименния си албум.
От края на 90-те членовете на групата са ангажирани с различни странични проекти: Греъм Коксън издава няколко соло албума, като най-успешният от тях е „Happiness in Magazines“ (2004); Алекс Джеймс основава групата Fat Les с актьора Кийт Алън и художника Деймиън Хърст; Деймън Олбарн издава соло албума „Democrazy“, записва благотворителния албум Mali Music, застава начело на анимационната група Gorillaz.

## Дискография

### Студийни албуми
- „Leisure“ (1991)
- „Modern Life Is Rubbish“ (1993)
- „Parklife“ (1994)
- „The Great Escape“ (1995)
- „Blur“ (1997)
- „13“ (1999)
- „Think Tank“ (2003)
- „The Magic Whip“ (2015)
- „The Ballad of Darren“ (2023)

### Сингли
- „She's So High“ (1 октомври 1990)
- „There's No Other Way“ (15 април 1991)
- „Bang“ (29 юли 1991)
- „Popscene“ (30 март 1992)
- „For Tomorrow“ (19 април 1993)
- „Chemical World“ (21 юни 1993)
- „Sunday Sunday“ (27 септември 1993)
- „Girls & Boys“ (28 февруари 1994)
- „To the End“ (30 май 1994)
- „Parklife“ (8 август 1994)
- „End of a Century“ (7 ноември 1994)
- „Country House“ (14 август 1995)
- „The Universal“ (13 ноември 1995)
- „Stereotypes“ (5 февруари 1996)
- „Charmless Man“ (22 април 1996)
- „Beetlebum“ (20 януари 1997)
- „Song 2“ (7 април 1997)
- „On Your Own“ (16 юни 1997)
- „M.O.R.“ (15 септември 1997)
- „Tender“ (22 февруари 1999)
- „Coffee & TV“ (28 юни 1999)
- „No Distance Left to Run“ (8 ноември 1999)
- „Music Is My Radar“ (16 октомври 2000)
- „Out of Time“ (14 април 2003)
- „Crazy Beat“ (7 юли 2003)
- „Good Song“ (6 октомври 2003)